# Atentado de julho de 2016 em Nice
O atentado de Nice de 2016, foi um ataque terrorista que aconteceu na cidade francesa de Nice quando, por volta das 22h40 no horário local (GMT +1) de 14 de julho de 2016, um caminhão de 19 toneladas com semirreboque invadiu a celebração do Dia da Bastilha na avenida marginal de Nice, sul da França, a  Promenade des Anglais.
Foram confirmados 86 mortos e 458 feridos, dos quais cerca de 18 em estado muito grave entre as vítimas do caminhão que foi conduzido contra a multidão. O ataque terminou após uma troca de tiros com a polícia, que matou o condutor.
Segundo o jornal local Nice-Matin, o condutor foi identificado como Mohamed Lahouaiej-Bouhlel,  um indivíduo de 31 anos de idade, de nacionalidade  tunisiana, residindo em França,  autor de vários crimes comuns (entre eles violência doméstica)  não associados a redes terroristas. A sua identificação foi encontrada no caminhão.
Em 16 de julho de 2016, o Estado Islâmico reivindicou a autoria do atentado, confirmando que o condutor do caminhão "era um dos soldados" instruídos a cometer atentados terroristas contra países que participem de ações bélicas contra o grupo.

## Ataque
Por volta de 22h10 CEST (20h10 UTC), 30 minutos antes do incidente, um grande caminhão branco foi visto se aproximando da Promenade des Anglais. "Ele estava acelerando, freando, acelerando novamente e freando de novo. Nós achamos estranho", disse Laicia Baroi, uma testemunha ocular. O caminhão, em seguida, virou-se para o calçadão e virou a sudoeste.
Os fogos de artifício em comemoração ao Dia da Bastilha estavam terminando em torno de 22h40 CEST (20h40 UTC), quando o caminhão violou as barreiras de veículos opostas ao hospital infantil Lenval. Um motociclista tentou ultrapassar o caminhão e abrir a porta do lado do condutor mas caiu sob as rodas do caminhão. Ao verem isto, dois policiais nas proximidades abriram fogo contra o caminhão. Neste ponto, o motorista acelerou, dirigiu a nordeste e acelerou contra a multidão na avenida, em zigue-zague para acertar os pedestres. A polícia tentou pará-lo com tiros e o motorista atirou de volta contra eles, bem como para pessoas que estavam no meio da multidão. O motorista continuou a dirigir por 2 km, matando e ferindo pedestres. De acordo com uma testemunha ocular um indivíduo de "extraordinária coragem" foi capaz de lutar com o motorista do caminhão, distrai-lo e tirar a arma de fogo que ele portava, enquanto a polícia cercava o caminhão perto do hotel Palais de la Méditerranée. O veículo foi alvejado por tiros e o motorista foi morto.
Além da arma de fogo usada durante o ataque, um carregador de  munições,, uma pistola falsa, uma granada falsa,  uma réplica de fuzil Kalashnikov e uma réplica do fuzil M16 foram encontrados na cabine do camião. Também foram recuperados um telefone celular e documentos pessoais, incluindo uma carteira de identidade, uma carteira de motorista e cartões de crédito. Havia várias paletes e uma bicicleta na parte traseira do camião.

## Terrorista

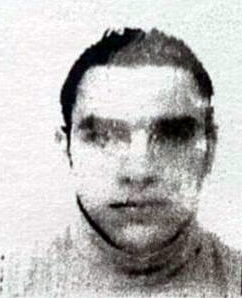
Mohamed Lahouaiej Bouhlel

Depois do ataque, a mídia francesa identificou o autor como Mohamed Lahouaiej Bouhlel, um homem de 31 anos de idade, de nacionalidade tunisiana, mas que morava em Nice. Foi relatado que ele tinha dificuldades financeiras e trabalhou como motorista, sendo que conseguiu uma licença para dirigir caminhões menos de um ano antes do ataque. Seus pais são divorciados e vivem na Tunísia. De acordo com relatos da mídia, Bouhlel era conhecido pela polícia por cinco crimes anteriores, nomeadamente em matéria de violência armada. Ele não era registrado como um risco de segurança nacional pelas autoridades francesas.
Várias testemunhas afirmam que o agressor gritou "Allahu Akbar" durante o ataque, mas esses relatos não foram confirmados por autoridades. Bouhlel não era conhecido pelo governo da Tunísia como envolvido em quaisquer atividades de terrorismo em solo tunisiano. Um promotor francês declarou que o ataque "trouxe as marcas do terrorismo jihadista", mas que nenhum grupo tinha ainda reivindicado a responsabilidade pelo atentado e uma investigação preliminar por autoridades francesas não conseguiu estabelecer uma conexão entre Bouhlel e quaisquer grupos terroristas internacionais. De acordo com um primo da esposa de Bouhlel, o terrorista não era uma pessoa religiosa e não frequentava uma mesquita.
O primeiro-ministro francês, Manuel Valls, disse que o autor "provavelmente era ligado ao islamismo radical, de uma forma ou de outra" e colocou o ataque no contexto de uma "guerra" contra o terrorismo e o fundamentalismo islâmico, tanto fora, quanto dentro da França. Esta afirmação foi imediatamente desmentida pelo ministro do Interior francês, Bernard Cazeneuve, que disse: "Nós temos um indivíduo que não era conhecido por serviços de inteligência por atividades ligadas ao islamismo radical". Cazeneuve também disse que não poderia confirmar se os motivos do atacante estavam ligados ao jihadismo. Cazeneuve disse também que aparentemente o assassino se tinha radicalizado bastante rápidamente. O ataque foi classificado como terrorismo jihadista pela Europol, que anota que os jihadistas podem ser comandados pelo Estado Islâmico, ou simplesmente inspirados pela sua ideologia e retórica. 
Os pais de Bouhlel  vivem na Tunísia e raramente ouviram falar dele desde que ele se mudou para a França em 2005. Seu pai disse que Lahouaiej-Bouhlel foi submetido a tratamento psiquiátrico antes de se mudar para a França. Ele se casou com uma prima franco-tunisiano que morava em Nice, com quem teve três filhos. De acordo com o advogado de sua esposa, ele foi repetidamente acusado de violência doméstica e o casal separou-se.
Após essa separação, Lahouaiej-Bouhlel teve uma vida sexual desregrada de acordo com o promotor e teve relações sexuais tanto com homens como mulheres de acordo com fontes não identificadas.
Nos dias que antecederam o ataque, Lahouaiej-Bouhlel deixou a barba crescer e disse a algumas pessoas que "o significado desta barba é religioso". As autoridades francesas afirmaram que Lahouaiej-Bouhlel mostrou paixão pela religião apenas recentemente; "Mohamed só começou a visitar a mesquita em Abril", afirmou uma testemunha. O investigador francês François Molins afirmou que "Bouhlel expressou apoio ao Estado Islâmico". Uma análise ao computador do terrorista revelou um interesse recente pelos movimentos islamistas radicais; continha muitas imagens violentas, tais como decapitações e imagens de cadáveres, assim como pornografia.

## Vítimas

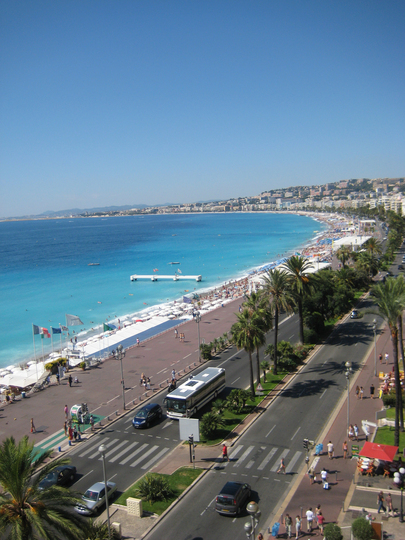
Vista da Promenade des Anglais, por onde o caminhão passou

| Nacionalidade  | Mortos | Feridos | Ref.          |
| -------------- | ------ | ------- | ------------- |
| Argélia        | 3      |         |               |
| Armênia        | 2      |         | [ 41 ]        |
| Austrália      |        | 3       | [ 42 ]        |
| Bélgica        | 1      | 1       |               |
| Brasil         | 1      | 2       | [ 43 ] [ 44 ] |
| China          |        | 2       | [ 45 ]        |
| Estónia        |        | 2       | [ 46 ]        |
| França         | 19     |         |               |
| Alemanha       | 3      | 2       | [ 47 ]        |
| Irlanda        |        | 1       | [ 48 ]        |
| Itália         | 6      | 3       |               |
| Cazaquistão    | 4      |         |               |
| Malásia        |        | 1       |               |
| Marrocos       | 3      |         | [ 49 ]        |
| Países Baixos  |        | 2       |               |
| Polónia        | 2      |         |               |
| Portugal       |        | 1       | [ 50 ]        |
| Chéquia        |        | 1       |               |
| Roménia        |        | 2       |               |
| Rússia         | 2      | 1       | [ 51 ]        |
| Singapura      |        | 1       |               |
| Suíça          | 2      |         | [ 46 ]        |
| Tunísia        | 3      |         |               |
| Ucrânia        | 1      | 2       |               |
| Reino Unido    | 1      |         |               |
| Estados Unidos | 2      |         |               |
| Desconhecido   | 32     | 184     |               |
| Total          | 84+    | 202+    | [ 52 ]        |